# Prix Européen de l'Essai Charles Veillon
Prix européen de l'essai Charles Veillon er en årlig pris, der gives af Charles Veillan fonden til europæiske essayister. Prisen blev oprettet i 1975, og det er en af de fremtrædende litterære priser[kilde mangler] eksklusivt rettet mod essaygenren.